# Cooper's Ferry
Cooper's Ferry es un yacimiento arqueológico ubicado en un cañón cerca del río Salmón y a 22 km de la ciudad de Cottonwood (Idaho). Fue excavado desde 1997 bajo la dirección de Loren Davis y en él se han encontrado puntas de proyectil, bifaces y varias herramientas de piedra y rastros de hogueras. En 2019 los arqueólogos han informado que el estrato más antiguo de ocupación humana data de entre 15.280 a 16.560 años AP.
Los hallazgos de Cooper's han revelado una serie estratiﬁcada de componentes de la tradición o cultura de tallo occidental (WST), que abarca desde el Pleistoceno tardío hasta el Holoceno temprano. Han proporcionado importantes evidencias sobre los patrones de reducción lítica de esta cultura del paleoindio y sobre el diseño de puntas de proyectil en el poblamiento temprano de América.
Según los investigadores, algunos artefactos encontrados en Cooper’s Ferry, especialmente los más antiguos, tienen características similares a otros hallados en el noreste de Asia, principalmente en Japón y que datan de hace 13 a 16 mil años.